# Aneurin Bevan
Aneurin Bevan (15. listopadu 1897 – 6. července 1960) byl britský politik velšského původu, člen Labour Party, britský ministr zdravotnictví v letech 1945–1951 a ministr práce a sociálních věcí v roce 1951, obě funkce zastával v poválečném labouristickém kabinetu Clementa Atlee. 31 let zasedal jako poslanec britského parlamentu za obvod Ebbw Vale. Jako ministr zdravotnictví založil systém veřejného zdravotnictví, tzv. National Health Service. Zejména díky tomu je vnímán jako jedna z největších osobností britských politických dějin, čehož důkazem je, že roku 2004 byl zvolen Největším Velšanem historie a roku 2002 45. největším Britem. Měl přezdívku Nye.